# 2-Brombenzylbromid
2-Brombenzylbromid ist eine chemische Verbindung aus der Gruppe der Halogenalkane.

## Gewinnung und Darstellung
2-Brombenzylbromid kann durch Reaktion von 2-Bromtoluol mit Brom in Tetrachlormethan gewonnen werden.

## Eigenschaften
2-Brombenzylbromid ist ein beiger Feststoff, der löslich in 1,4-Dioxan, aber praktisch unlöslich in Wasser ist. Die Verbindung ist stark tränenreizend.

## Verwendung
2-Brombenzylbromid wird bei der Synthese von substituierten Chinazolinen, 1,2,3,4-Tetrahydrochinazolinen, 2- und 3-substituierte Indenen und Tris-(2-brombenzyl)amin verwendet. Es wird allgemein als Reagenz zum Schutz von Aldehyden und Ketonen in der Alkoholoxidation und als Kupplungskomponente in einer Vielzahl von Reaktionen eingesetzt.